# Frappeur atteint

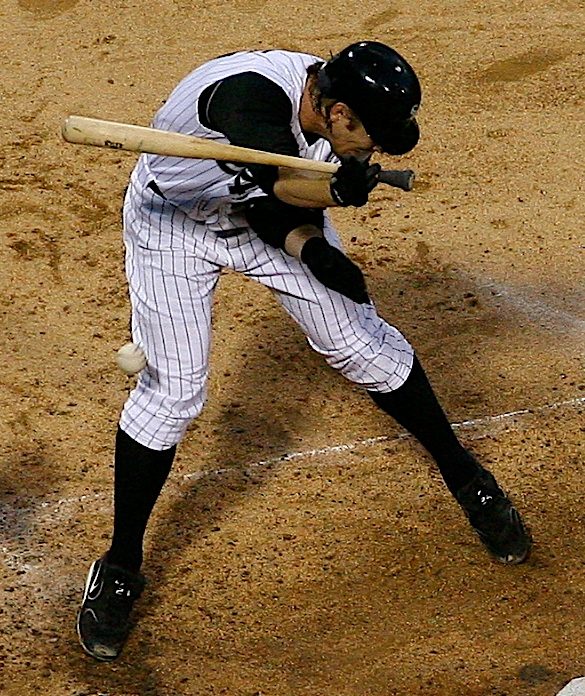
Joe Crede est atteint par un tir.

Au baseball, un frappeur atteint (en anglais hit by pitch) est un frappeur touché accidentellement (ou parfois même délibérément) par un tir du lanceur adverse. Cette règle a été instaurée en 1887. Selon le règlement officiel 6.08(b) du baseball (traduit de l'anglais) : « Un frappeur devient coureur et se voit accorder le premier but si lui ou son équipement (à l'exception de son bâton) est touché par un lancer hors de la zone des prises qu'il a essayé d'éviter (ou n'a eu aucune possibilité d'esquiver), et s'il ne s'est pas élancé pour frapper ce lancer. Les autres coureurs sont forcés d'avancer d'un but si le premier coussin doit être libéré pour faire de la place au frappeur ». La règle 5.09(a) précise qu'un joueur au bâton sera considéré comme ayant été atteint par un tir lorsque la balle lancée touche ses vêtements.
Dans l'éventualité où un frappeur s'élance, mais que le lancer l'atteint quand même, une prise sera appelée par l'arbitre, et le tour au bâton (s'il ne s'agissait pas d'une troisième et dernière prise) se poursuivra normalement.

## Circonstances particulières
Officiellement, tel que stipulé dans la règle citée ci-haut, le frappeur doit faire un effort pour éviter le lancer imprécis. S'il ne le fait pas, l'arbitre pourra appeler une prise, et le premier but ne lui sera pas accordé. En pratique cependant, l'arbitre au marbre n'exécute pour ainsi dire jamais cette règle. Une des plus célèbres mises en application de ce point de règlement survint le 31 mai 1968, lorsque Don Drysdale atteint Dick Dietz avec les buts remplis. Si Deitz avait obtenu le premier coussin, les coureurs auraient été forcés d'avancer d'une base, le coureur au troisième but avançant au marbre pour marquer un point, ce qui aurait mis fin à la série de 44 manches sans accorder de point de Drysdale. L'arbitre au marbre, Harry Wendelstedt, jugea que Deitz n'avait fait aucun effort pour esquiver le tir. Il appela donc une prise. Le frappeur fut alors retiré, et la série de Don Drysdale se poursuivit, pour ultérieurement se terminer sur un record (depuis battu) de 58 manches et 2 tiers sans allouer de point à l'adversaire.
Une décision de « frappeur atteint par un lancer » peut aussi être appelée si le lancer imprécis a touché le sol et rebondi pour aller donner contre le joueur au bâton. Ce dernier obtiendra le premier but, à moins encore une fois, qu'il n'ait fait aucun effort raisonnable pour éviter la balle.

## En France
La règle n'est pas très différente a ceci près que si le frappeur ne s'élance pas mais que l'arbitre juge qu'il n'a pas cherché a esquiver le lancer hors zone de prise, alors l'arbitre appellera une balle et non une prise.
Article de référence:
Le batteur devient coureur et a le droit à la première base sans danger d’être retiré (à condition qu’il avance vers et touche la première base) quand il est touché par un lancer qu’il n’essaye pas de frapper à moins : 
(A) que la balle ne soit dans la zone de strike quand elle le touche, ou (B) qu’il n’essaye pas d’éviter d’être touché par la balle ; 
Si la balle est dans la zone de strike quand elle touche le batteur, elle est appelée strike, que le batteur essaye ou non de l’éviter. Si la balle est hors de la zone de strike quand elle touche le batteur, elle est appelée balle s’il n’essaye pas d’éviter d’être touché. page 20 règlement (FFBS)

## Stratégie

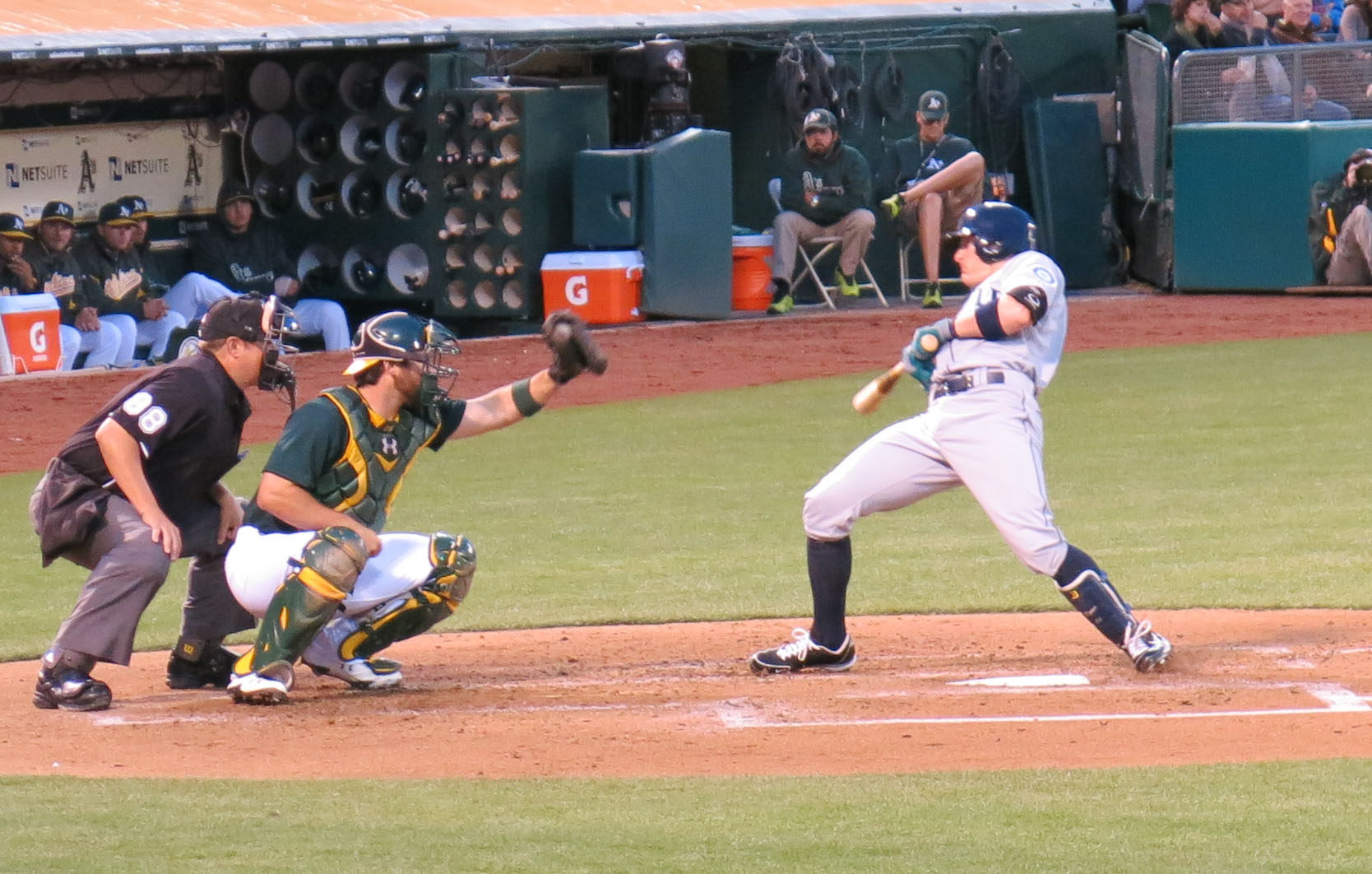
Brendan Bryan (Seattle Mariners) évite un lancer de Tommy Milone (Oakland Athletics)

Lancer « à l'intérieur » (près du frappeur) est une tactique réglementaire et courante au baseball. Les lanceurs l'utilisent pour intimider l'adversaire et repousser les frappeurs qui s'approchent trop, ou se penchent trop au-dessus du marbre.
Cependant, atteindre délibérément un frappeur est un geste non réglementaire qui peut valoir au lanceur et aux gérants des deux équipes des remontrances des arbitres, pouvant aller jusqu'à l'expulsion. Puisque le fait d'atteindre un frappeur peut être très dangereux, un lancer dirigé à la tête vaudra généralement au lanceur d'être expulsé du match sans avertissement. Le même sort peut aussi être réservé au gérant, car il peut être celui qui a ordonné à son lanceur d'agir ainsi.

Il est aussi courant qu'un lanceur atteigne un adversaire en représailles pour un frappeur de sa propre équipe atteint par un tir plus tôt dans le match. Cette action est généralement mal perçue par les arbitres, qui n'hésitent pas à sévir et à réprimander les équipes concernées, pour éviter une escalade.
Des bagarres générales ont aussi souvent été observées dans des circonstances semblables, les bancs des deux équipes se vidant après qu'un frappeur atteint ou repoussé par un lancer intentionnellement haut se fut précipité vers le monticule pour s'en prendre au lanceur. C'est même là la principale cause de bagarres, pourtant peu fréquentes, au baseball. On observe davantage d'incidents du genre dans la Ligue américaine, puisque cette ligue a recours au frappeur désigné pour aller au bâton à la place du lanceur, contrairement à la Ligue nationale où le lanceur a son tour normal au bâton et s'expose donc à des représailles directes.

## Marquage officiel
Pour le frappeur, être atteint ne compte pas comme une présence au bâton officielle à la carte de pointage, et n'affecte donc pas sa moyenne au bâton. S'il est atteint lorsque les buts sont tous occupés et qu'un point vient marquer, il sera crédité d'un point produit. Pour le lanceur, un point encaissé en raison d'un frappeur atteint avec les buts remplis sera crédité comme un point accordé (mérité ou non, selon le cas).

## Records

### Frappeurs
Le joueur détenant le record absolu pour avoir été le plus souvent atteint par le lancer est Hughie Jennings, qui fut atteint 287 fois au cours de sa carrière, entre 1891 et 1903. Il est suivi de près par Craig Biggio, atteint 285 fois par un lancer de 1988 à 2007, saison à l'issue de laquelle il a pris sa retraite. Biggio détient donc le record de l'ère moderne, ayant surpassé le chiffre de Don Baylor, atteint 267 fois en carrière.
Le record pour une seule saison est aussi détenu par Hughie Jennings, atteint 51 fois durant la saison 1896, avec les Orioles de Baltimore. Le record de l'ère moderne appartient à Ron Hunt des Expos de Montréal, atteint à 50 reprises en 1971.
En revanche, le record pour le plus grand nombre d'apparitions au bâton sans jamais avoir été atteint par un tir est de 3 664 et il appartient à Mark Lemke, qui n'a pas été atteint une seule fois durant sa carrière, de 1988 à 1998.

### Lanceurs
Le lanceur qui atteint le plus grand nombre de frappeurs en carrière fut Walter Johnson, membre du Temple de la renommée du baseball, avec 205. Le record pour une saison est de 54 frappeurs touchés par des tirs et appartient à Phil Knell pour la saison 1891. Enfin, Ed Knouff et John Grimes possèdent le record pour un seul match, avec 6 joueurs adverses atteints par des lancers.

## Incidents

### Blessures graves
Un seul joueur des Ligues majeures de baseball est décédé après avoir été touché par un tir. Il s'agit de Ray Chapman des Indians de Cleveland, atteint à la tête par un lancer de Carl Mays des Yankees de New York, le 16 août 1920. Malgré une opération chirurgicale dans la nuit, Chapman fut déclaré mort le lendemain matin à la suite de lésions cérébrales importantes.
Le 18 août 1967, Tony Conigliaro des Red Sox de Boston fut atteint très près de l'œil gauche par Jack Hamilton des Angels de la Californie. Conigliaro fut à l'écart du jeu pour un an et perdit presque la vue d’un œil. À cette époque, les casques protecteur ayant une protection pour l'oreille faisant face au lanceur n'étaient pas très en vogue. Ces casques avec protection latérale furent rendus obligatoires par le baseball majeur en 2002.

### Autres
Le 1er mai 1974, l'excentrique lanceur des Pirates de Pittsburgh, Dock Ellis, décida d'atteindre volontairement chaque frappeur des Reds de Cincinnati. Il atteint tour à tour Pete Rose, Joe Morgan et Dan Driessen, puis rata Tony Perez (qui finit par lui soutirer un but-sur-balles), avant de diriger deux tirs à la tête de Johnny Bench, ratant sa cible et étant finalement retiré de la partie par son gérant.